# El Chaparral (Teksas)
El Chaparral je naseljeno mjesto za statističke potrebe u američkoj saveznoj državi Teksas. Prema popisu stanovništva iz 2010. u njemu je živjelo 464 stanovnika.